# كينيث بروس ماكفرلين
كينيث بروس ماكفرلين (بالإنجليزية: Kenneth Bruce McFarlane)‏ ولد في 18 أكتوبر 1903 وتوفي في 16 يوليو 1966، كان مؤرخ بريطاني لتاريخ إنجلترا ومن أحد أهم المؤرخين في القرن العشرين للعصور المتأخرة لإنجلترا الوسطى.